# Marburg Süd
Marburg Süd – przystanek kolejowy w Marburgu, w kraju związkowym Hesja, w Niemczech. Znajdują się tu 2 perony.